# أطلس (حاسوب)

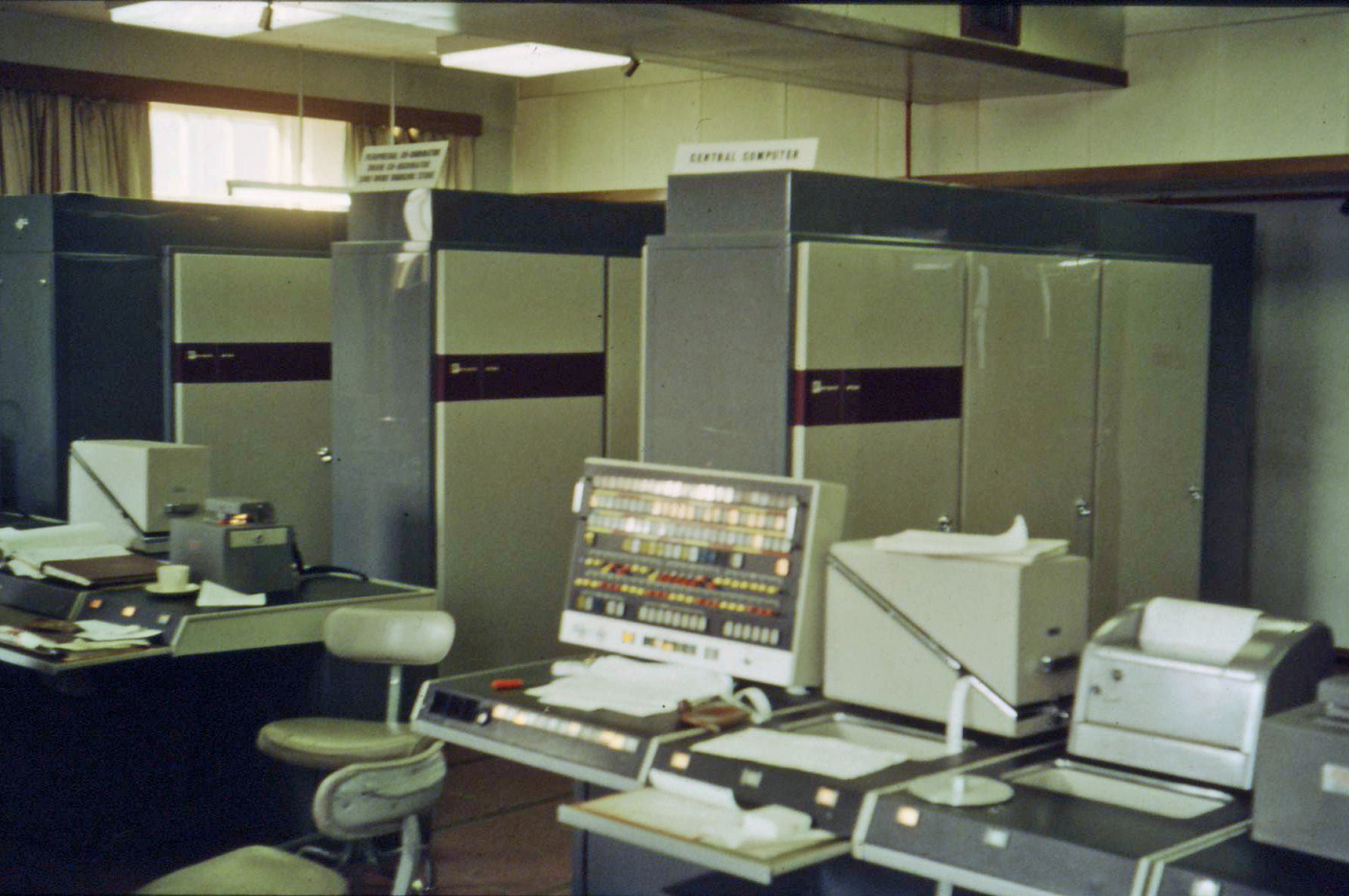
حاسوب أطلس في جامعة مانشستر في يناير 1963

كمبيوتر أطلس كان مشروع تطوير مزدوج بين جامعة فيكتوريا في مانشستر، وشركة فيرانتي و شركة بليسي. ولقد كان من الجيل الثاني للحاسبات، واستخدم فيه ترانزيستور مصنع من الجرمانيوم.
كمبيوتر أطلس الأول، تم تثبيته في جامعة مانشستر وتم تشغيله رسمياً في 1962، وكان واحد من أوائل الحواسيب الفائقة، وتم اعتباره أقوى حاسوب عامل في وقتها. ولقد قيل أنه عندما تم إطفاء كمبيوتر أطلس نصف قدرة إنجلترا الحاسوبية قد فُقدت. اثنان آخران من حاسوب أطلس قد تم بنائهما: أحدهما في شركة بريتيش بتروليوم و جامعة لندن، والآخر في معامل كمبيوتر أطلس في شيلتون بالقرب من أكسفورد.
قامت شركة فيرانتي ببناء نظام مشتق لجامعة كامبريدج. كان له اسم «تيتان» أو «أطلس 2»، وكان لديه تنظيم ذاكرة مختلف وقام بتشغيل نظام تشغيل  يدعم المشاركة الزمنية حيث تم تطويره بواسطة مختبر جامعة كامبريدج للكمبيوتر. تم تسليم طرازين من «أطلس 2»: واحد إلى مركز كاد في كامبريدج (فيما بعد سُمي آفيفا - Aveva)، والآخر لمؤسسة أبحاث الأسلحة الذرية (Atomic Weapons Establishment)، الدرمستون.
تم إلغاء تشغيل أطلس جامعة مانشستر في عام 1971، لكن الأخير كان في الخدمة حتى عام 1974. يتم الاحتفاظ بأجزاء من أطلس شيلتون في المتحف الوطني الأسكتلندي (National Museums Scotland) في أدنبره. تم إعادة اكتشاف وحدة التحكم الرئيسية في يوليو 2014 وهي في مختبر رذرفورد أبلتون (Rutherford Appleton Laboratory) في شيلتون، بالقرب من أكسفورد. تم إلغاء تشغيل نظام «أطلس 2» الخاص بـ مركز كاد في أواخر عام 1976.